# Le Grand (Kalifornija)
Le Grand je naseljeno područje za statističke svrhe u američkoj saveznoj državi Kalifornija. Prema popisu stanovništva iz 2010. u njemu je živjelo 1.659 stanovnika.